# Monuments nationaux de Sarajevo
Cet article recense les monuments nationaux situés sur le territoire de la ville de Sarajevo en Bosnie-Herzégovine et dans la république serbe de Bosnie. La liste établie par la Commission pour la protection des monuments nationaux compte 109 monuments nationaux inscrits sur la liste principale et 20 monuments inscrits sur une liste provisoire.

## Monuments nationaux
| Monument                                                                             | Localité (éventuellement) | Municipalité (éventuellement) | Géolocalisation                  | Datation                                 | Commentaire éventuel                                                                                     | Photo |
| ------------------------------------------------------------------------------------ | ------------------------- | ----------------------------- | -------------------------------- | ---------------------------------------- | --- | ----- |
| Mosquée de Sheikh Feruh                                                              |                           | Stari Grad (Sarajevo)         | Avec le cimetière et la fontaine | XVIe siècle                              | |       |
| Alifakovac                                                                           |                           |                               |                                  | XVIe siècle                              | Cimetière                                                                                                |       |
| Mosquée d'Ali-pacha                                                                  |                           |                               | 43° 51′ 29″ N, 18° 24′ 46″ E     | 1560-1561                                | Avec son harem                                                                                           |       |
| Site archéologique de At Mejdan                                                      |                           |                               |                                  | À partir du XVIe siècle                  | |       |
| Synagogue ashkénaze de Sarajevo                                                      |                           |                               | 43° 51′ 25″ N, 18° 25′ 31″ E     | 1902                                     | |       |
| Banque sur la rive de l'Obala                                                        |                           |                               | 43° 51′ 23″ N, 18° 25′ 26″ E     | 1913                                     | Ancienne succursale de la Banque d'Autriche-Hongrie                                                      |       |
| Mosquée de Baščaršija                                                                |                           |                               | 43° 51′ 33″ N, 18° 25′ 51″ E     | 1528                                     | Dans le quartier de la Baščaršija                                                                        |       |
| Mosquée blanche de Sarajevo                                                          |                           |                               |                                  | Entre 1536 et 1545                       | |       |
| Bezistan de Brusa,                                                                   |                           |                               | 43° 51′ 33″ N, 18° 25′ 51″ E     | 1561                                     | Dans le quartier de la Baščaršija ; également connu sous le nom de bezistan de Rustem Pacha              |       |
| Mosquée impériale de Sarajevo                                                        |                           |                               | 43° 51′ 29″ N, 18° 25′ 49″ E     | 1565                                     | |       |
| Pont de l'Empereur à Sarajevo                                                        |                           |                               | 43° 51′ 28″ N, 18° 25′ 44″ E     | 1897                                     | |       |
| Église de la Translation-des-reliques-du-Métropolite-Nicolas et Séminaire de Reljevo |                           | Novi Grad (Sarajevo)          |                                  | Années 1880                              | |       |
| Église de la Sainte-Trinité de Sarajevo                                              |                           | Novo Sarajevo                 | 43° 51′ 09″ N, 18° 22′ 58″ E     | 1905-1906                                | Église catholique                                                                                        |       |
| Église Saint-Joseph de Sarajevo                                                      |                           |                               | 43° 51′ 22″ N, 18° 24′ 25″ E     | Vers 1940                                | Église catholique                                                                                        |       |
| Église Saint-Vincent-de-Paul de Sarajevo                                             |                           |                               | 43° 51′ 32″ N, 18° 25′ 07″ E     | 1883                                     | Église catholique                                                                                        |       |
| Église Saint-Cyrille-et-Saint-Méthode de Sarajevo et Séminaire de Sarajevo           |                           |                               |                                  | Fin du XIXe siècle                       | |       |
| Chapelle près de Vrutci                                                              | Vrutci                    | Ilijaš                        |                                  | IXe ou Xe siècle                         | Ruines de l'église préromane et cimetière médiéval                                                       |       |
| Site de Debelo brdo                                                                  |                           |                               |                                  | Préhistoire                              | |       |
| Maison Despić,                                                                       |                           |                               | 43° 51′ 26″ N, 18° 25′ 40″ E     | XVIIe siècle ; 1882                      | Au centre du quartier de Baščaršija                                                                      |       |
| Maison de la société Gajret                                                          |                           |                               |                                  | ?                                        | |       |
| Mosquée de Muslihudin Čekrekčija (Čekrekčijina džamija)                              |                           |                               | 43° 51′ 35″ N, 18° 25′ 53″ E     | 1526                                     | |       |
| Centrale électrique de Hrid                                                          |                           | Stari Grad (Sarajevo)         |                                  | 1917                                     | |       |
| Mosquée de Fehrad-bey                                                                |                           |                               | 43° 51′ 33″ N, 18° 25′ 37″ E     | 1561-1562                                | |       |
| Cinémathèque de Bosnie-Herzégovine                                                   |                           |                               |                                  | XXe siècle                               | Collections                                                                                              |       |
| Hammam de Firuz Bey                                                                  |                           |                               |                                  | Entre 1505 et 1512                       | |       |
| Archives historiques de Sarajevo                                                     |                           |                               |                                  |                                          | Fonds et collections                                                                                     |       |
| Couvent franciscain et église Saint-Antoine-de-Padoue de Sarajevo                    |                           |                               | 43° 51′ 22″ N, 18° 25′ 52″ E     | 1912-1914                                | Avec ses collections                                                                                     |       |
| Bezistan de Gazi Husrev-bey                                                          |                           |                               | 43° 51′ 31″ N, 18° 25′ 41″ E     | Vers 1555                                | Dans le quartier de Baščaršija                                                                           |       |
| Mosquée de Gazi Husrev-bey                                                           |                           |                               | 43° 51′ 34″ N, 18° 25′ 46″ E     | 1531                                     | |       |
| Médersa de Gazi Husrev-bey                                                           |                           |                               | 43° 51′ 34″ N, 18° 25′ 44″ E     | 1537-1538                                | Médersa                                                                                                  |       |
| Gospođicina kuća                                                                     |                           |                               |                                  | Début du XXe siècle                      | |       |
| Marché municipal Markale                                                             |                           |                               | 43° 51′ 31″ N, 18° 25′ 25″ E     | 1895                                     | |       |
| Hôtel de ville de Sarajevo,                                                          |                           |                               | 43° 51′ 31″ N, 18° 26′ 01″ E     | 1892-1896                                | Alexander Wittek, architecte. Aujourd'hui Bibliothèque nationale et universitaire de Bosnie-Herzégovine. |       |
| Ensemble de bâtiments du waqf de Husrev Bey                                          |                           |                               |                                  |                                          | Ensemble lié à un waqf                                                                                   |       |
| Grupa spomenika posvećenih Igmanskom maršu                                           |                           |                               |                                  |                                          | |       |
| Ensemble de bâtiments rue Kotromanićeva                                              |                           |                               |                                  |                                          | |       |
| Tekke de Hadži Sinan et Mosquée Sarač Alija                                          |                           |                               |                                  |                                          | |       |
| Mosquée de Vekil Harač                                                               |                           |                               | 43° 51′ 30″ N, 18° 26′ 03″ E     | 1541-1561                                | |       |
| Daira Hadžimuratović                                                                 |                           |                               |                                  | Vers 1776                                | Dans le quartier de Baščaršija ; sorte d'entrepôt; accueille aujourd'hui la Maison de l'art de la Sevdah |       |
| Maison Hadžišabanović                                                                |                           |                               |                                  | ?                                        | |       |
| Hastahana                                                                            |                           |                               |                                  | 1855-1856                                | Hôpital lié à un waqf                                                                                    |       |
| Hôtel Stari Grad à Sarajevo et Maison Kadić                                          |                           |                               |                                  | 1909                                     | Ancien han                                                                                               |       |
| Hôtel Zagreb à Sarajevo                                                              |                           |                               |                                  | 1933                                     | |       |
| Zawiyah d'Isa Bey                                                                    |                           |                               |                                  | XVIe siècle ?                            | |       |
| Caserne Jajce à Sarajevo                                                             |                           |                               | 43° 51′ 39″ N, 18° 26′ 21″ E     | 1912-1914                                | |       |
| Cimetière juif de Sarajevo                                                           |                           |                               | 43° 51′ 03″ N, 18° 24′ 27″ E     | Créé en 1630 (?)                         | Seconde plus grande nécropole juive d'Europe                                                             |       |
| Cathédrale du Cœur-de-Jésus de Sarajevo                                              |                           |                               | 43° 51′ 33″ N, 18° 25′ 33″ E     | 1884-1889                                | Cathédrale catholique                                                                                    |       |
| Kazandžiluk                                                                          |                           |                               | 43° 51′ 34″ N, 18° 25′ 52″ E     | XVIe siècle                              | Dans le quartier de Baščaršija                                                                           |       |
| Maison Svrzo (Svrzina kuća),                                                         |                           |                               | 43° 51′ 44″ N, 18° 25′ 45″ E     | XVIIe siècle ; 1832                      | Maison traditionnelle bosnienne                                                                          |       |
| Ensemble de villas de la rue Petrakijina                                             |                           |                               |                                  | Période austro-hongroise                 | |       |
| Konak de Bistrik                                                                     |                           |                               |                                  | 1867-1869                                | Konak avec ses collections                                                                               |       |
| Pont des chèvres (Kozija ćuprija)                                                    | Près de Sarajevo          |                               | 43° 51′ 14″ N, 18° 27′ 25″ E     | XVIe siècle                              | Pont sur la rivière Miljacka                                                                             |       |
| Maison Damić                                                                         |                           |                               |                                  | 1926                                     | |       |
| Maison d'Alija Đerzelez                                                              |                           |                               |                                  | XVIIe siècle                             | |       |
| Pont latin à Sarajevo                                                                |                           |                               | 43° 51′ 28″ N, 18° 25′ 45″ E     | 1798                                     | Pont sur la rivière Miljacka                                                                             |       |
| Mosquée de Sheikh Magribija                                                          |                           |                               | 43° 51′ 25″ N, 18° 24′ 32″ E     | Entre 1538 et 1565                       | |       |
| Mosquée de Kebkebir hadži Ahmed (Mišćina)                                            |                           |                               |                                  | Première moitié du XVIe siècle           | |       |
| Pont romain de Plandište                                                             | Plandište                 | Ilidža                        | 43° 49′ 54″ N, 18° 17′ 10″ E     | Entre 1530 et 1550                       | Pont sur la rivière Bosna                                                                                |       |
| Mushaf de Fadil Pacha Šerifović                                                      |                           |                               |                                  | 1872                                     | Dans la bibliothèque de Gazi Husrev Bey ; copie du Coran                                                 |       |
| Académie de musique de Sarajevo (Collège de Saint Augustin)                          |                           |                               |                                  | Fin du XIXe siècle                       | |       |
| Théâtre national de Sarajevo                                                         |                           |                               | 43° 51′ 27″ N, 18° 25′ 15″ E     | 1897-1898                                | |       |
| Nécropole de Faletići                                                                | Faletići                  | Stari Grad (Sarajevo)         | 43° 52′ 58″ N, 18° 28′ 19″ E     | Moyen Âge                                | Avec 57 stećci et 22 nişans                                                                              |       |
| Nécroples de Donji Močioci                                                           | Močioci                   | Stari Grad (Sarajevo)         |                                  |                                          | Avec 61 stećci et 15 nişans                                                                              |       |
| Logements et ateliers de la gare principale de Sarajevo                              |                           |                               |                                  | ?                                        | |       |
| Mess des officiers à Sarajevo                                                        |                           |                               | 43° 51′ 28″ N, 18° 25′ 26″ E     | Années 1880                              | |       |
| Pavillons des officiers à Sarajevo                                                   |                           |                               |                                  | Entre 1909 et 1914                       | |       |
| Résidence de Ješua D. Salom                                                          |                           |                               |                                  | 1901                                     | |       |
| Palata Musafija                                                                      |                           |                               |                                  | 1913                                     | |       |
| Église Saint-Sava de Blažuj                                                          | Plandište                 | Ilidža                        | Église orthodoxe serbe           | Fin du XIXe siècle                       | |       |
| Palais du Métropolite orthodoxe de Sarajevo                                          |                           |                               |                                  | 1898-1899                                | Avec ses collections                                                                                     |       |
| Vestiges romains d'Ilidža                                                            | ?                         | Ilidža                        |                                  |                                          | Site archéologique                                                                                       |       |
| Maison natale de Vladislav Skarić                                                    |                           |                               |                                  | Fin du XVIIIe siècle                     | Aujourd'hui Musée de la littérature                                                                      |       |
| Cathédrale de la Nativité-de-la-Mère-de-Dieu de Sarajevo                             |                           |                               | 43° 51′ 30″ N, 18° 25′ 29″ E     | 1863-1868                                | Cathédrale orthodoxe ; avec les collections                                                              |       |
| Maison Sabura                                                                        |                           |                               |                                  | Vers 1750                                | |       |
| Tour de l'Horloge de Sarajevo                                                        |                           |                               | 43° 51′ 33″ N, 18° 25′ 45″ E     | XVIIe siècle                             | Tour horloge                                                                                             |       |
| Palais Salom                                                                         |                           |                               |                                  | 1912                                     | |       |
| Čaršija de Sarajevo (Baščaršija)                                                     |                           |                               | 43° 51′ 36″ N, 18° 25′ 53″ E     | Période ottomane                         | Čaršija ; quartier historique                                                                            |       |
| Haggadah de Sarajevo                                                                 |                           |                               |                                  | XIVe siècle                              | Haggada ; dans le Musée national de Bosnie-Herzégovine                                                   |       |
| Parc commémoratif de Vraca                                                           |                           |                               |                                  | 1981                                     | |       |
| Ensemble résidentiel de Džidžikovac                                                  |                           |                               | 43° 51′ 42″ N, 18° 25′ 00″ E     | Seconde moitié du XXe siècle (?)         | |       |
| Ensemble résidentiel de Crni Vrh                                                     |                           |                               |                                  | Années 1920 et 1930                      | |       |
| Immeuble résidentiel et commercial 5 rue Mula Mustafe                                |                           |                               |                                  | ?                                        | |       |
| Bâtiment du waqf de Čokadži Sulejman                                                 |                           |                               |                                  | 1939                                     | Bâtiment lié à un waqf                                                                                   |       |
| Bâtiment résidentiel et commercial du waqf de Hovadža Kemaludin (Mekteb)             |                           |                               |                                  | 1939                                     | Bâtiment lié à un waqf                                                                                   |       |
| Église Saint-Michel-et-Saint-Gabriel de Sarajevo (Stara pravoslavna crkva)           |                           |                               | 43° 51′ 36″ N, 18° 25′ 49″ E     | Mentionnée pour la première fois en 1539 | Église orthodoxe                                                                                         |       |
| Forteresse de Vratnik (Bijela tabija)                                                |                           |                               |                                  | Moyen Âge ; Période ottomane             | |       |
| Vieille synagogue de Sarajevo,                                                       |                           |                               | 43° 51′ 35″ N, 18° 25′ 40″ E     | 1581                                     | Elle abrite aujourd'hui le Musée juif de Bosnie-Herzégovine                                              |       |
| Cimetière de Kovači                                                                  |                           |                               |                                  | XIVe siècle ?                            | Cimetière musulman, avec plus de 200 nişans (stèles ottomanes)                                           |       |
| Stećak et cimetière musulman de Mrkovići                                             | Mrkovići                  | Centar (Sarajevo)             | Site historique                  | XVe-XXe siècle                           | |       |
| Site archéologique de Tašlihan                                                       |                           |                               | 43° 51′ 30″ N, 18° 25′ 40″ E     | Entre 1540 et 1543                       | Ancien han                                                                                               |       |
| Caserne des pompiers de Sarajevo                                                     |                           |                               |                                  | 1913                                     | |       |
| Villa Stefanija                                                                      |                           |                               |                                  | 1911-1912                                | |       |
| Immeuble d'Ante Štambuk                                                              |                           |                               |                                  | Années 1910                              | |       |
| Immeuble de la Croix-Rouge à Sarajevo                                                |                           |                               |                                  | 1928-1929                                | |       |
| Immeuble de Jozef Zadik                                                              |                           |                               |                                  | 1896                                     | |       |
| Immeuble à Marijin dvor                                                              |                           |                               |                                  | 1885-1899                                | |       |
| Musée de la révolution de Bosnie-Herzégovine                                         |                           |                               | 43° 51′ 19″ N, 18° 24′ 05″ E     | 1958                                     | Aujourd'hui Musée historique de Bosnie-Herzégovine                                                       |       |
| Bâtiment de la banque centrale de Bosnie-Herzégovine                                 |                           |                               | 43° 51′ 32″ N, 18° 25′ 14″ E     | 1929                                     | |       |
| Bâtiment du fonds de pension de Sarajevo                                             |                           |                               |                                  | 1942-1943                                | |       |
| Bâtiment de la Présidence de la Bosnie-Herzégovine                                   |                           |                               | 43° 51′ 31″ N, 18° 24′ 49″ E     | 1884-1886                                | Josip Vancaš, architecte                                                                                 |       |
| Cinémathèque de Sarajevo (Maison des travailleurs)                                   |                           |                               |                                  | ?                                        | |       |
| Immeuble Slavija                                                                     |                           |                               |                                  | ?                                        | |       |
| Centre culturel et éducatif Prosvjeta                                                |                           |                               |                                  | Début du XXe siècle                      | Centre culturel serbe                                                                                    |       |
| Bâtiment du gouvernement provincial à Sarajevo                                       |                           |                               |                                  | 1896                                     | |       |
| Waqf provincial de Sarajevo                                                          |                           |                               |                                  | À partir de 1913                         | Bâtiment lié à un waqf                                                                                   |       |
| Gare de Bistrik                                                                      |                           |                               |                                  | 1906                                     | |       |
| Pont de Šeher-Ćehaja                                                                 |                           |                               | 43° 51′ 30″ N, 18° 25′ 59″ E     | XVIe siècle                              | Pont sur la rivière Miljacka                                                                             |       |
| École dans la rue Gimnazijskoj à Sarajevo                                            |                           |                               |                                  | 1890-1891                                | |       |
| Lycée de jeunes filles de Sarajevo                                                   |                           |                               |                                  | Avant 1898                               | |       |

## Liste provisoire
| Monument                                               | Localité (éventuellement) | Municipalité (éventuellement) | Géolocalisation              | Datation                      | Commentaire éventuel | Photo |
| ------------------------------------------------------ | ------------------------- | ----------------------------- | ---------------------------- | ----------------------------- | --- | ----- |
| Mosquée Topal Inhan (Lubina džamija)                   |                           |                               |                              |                               | |       |
| Bâtiment de l'Académie des beaux-arts                  |                           |                               | 43° 51′ 22″ N, 18° 25′ 04″ E | 1899                          | Karel Pařík, architecte |       |
| Site archéologique de Marijin Dvor                     |                           |                               |                              | De l'Antiquité au XIXe siècle | |       |
| Église et séminaire de Vrhbosna                        |                           |                               |                              |                               | |       |
| Mosquée du voïvode Čoban Hasan                         |                           |                               | 43° 51′ 22″ N, 18° 25′ 13″ E | Avant 1565                    | |       |
| Paysage urbain de Sarajevo                             |                           |                               |                              |                               | |       |
| École de théologie et séminaire jésuite de Sarajevo    |                           |                               |                              |                               | |       |
| Chapelle Saint-Vit de Sarajevo (Saint-Guy)             |                           |                               |                              |                               | |       |
| Kekeki-Sinanova džamija (Bakarevića džamija)           |                           |                               |                              |                               | Mosquée |       |
| Église de la Dormition-de-la-Mère-de-Dieu de Mokro     | Mokro-Sarajevo            |                               |                              |                               | |       |
| Musée Jeune Bosnie,                                    |                           |                               | 43° 51′ 29″ N, 18° 25′ 44″ E |                               | Jeune Bosnie |       |
| Poste centrale de Sarajevo                             |                           |                               | 43° 51′ 24″ N, 18° 25′ 12″ E | 1907-1909                     | Josip Vancaš, architecte |       |
| Bâtiment de la brasserie de Sarajevo                   |                           |                               | 43° 51′ 21″ N, 18° 25′ 58″ E | 1864                          | |       |
| Fontaine Sebilj                                        |                           |                               | 43° 51′ 35″ N, 18° 25′ 52″ E | 1891                          | Dans la Baščaršija |       |
| Tabački mesdžid (Mesdžid de Hadži Osman)               |                           |                               |                              | 1591                          | Un mesdžid est un lieu de culte musulman sans minaret, installé dans un local qui, à l'origine, n'était pas destiné à devenir une mosquée. |       |
| Bâtiment du Musée national de Bosnie-Herzégovine       |                           |                               | 43° 51′ 17″ N, 18° 24′ 10″ E | Vers 1913                     | Karel Pařík, architecte |       |
| Bâtiment de l'Assemblée municipale de Sarajevo         |                           |                               | 43° 51′ 26″ N, 18° 24′ 48″ E |                               | |       |
| Immeuble Napretka                                      |                           |                               |                              | 1912-1913                     | |       |
| Mosquée de Sheikh Feruh                                |                           |                               |                              |                               | Cf. plus haut ; doublon ? |       |
| Bâtiment de la Faculté d'études islamiques de Sarajevo |                           |                               | 43° 51′ 41″ N, 18° 25′ 51″ E |                               | Ancienne école de droit musulman |       |